# Jaak Dreesen
Jaak Dreesen (Bocholt, 24 januari 1934 – Leefdaal, 23 september 2022) was een Vlaamse journalist en schrijver van jeugdboeken.
Hij was vanaf 1960 journalist bij het Vlaamse weekblad De Bond, het ledenblad van de Bond van Grote en Jonge Gezinnen. Later zou hij er de hoofdredacteur van worden. Hij schreef ook hoorspelen en liedjesteksten (onder anderen voor Miel Cools en Lize Marke, voor wie hij de tekst leverde van het lied waarmee ze voor België deelnam aan het Eurovisiesongfestival 1965). In 1963 publiceerde hij een boek over kleinkunst: De kleine kaarten op tafel.
Pas op 44-jarige leeftijd debuteerde hij als auteur van een jeugdboek: Zand erover! (1978). Sedertdien heeft hij er meer dan dertig geschreven, zowel voor jonge kinderen als voor adolescenten. Hij schreef vaak over ernstige onderwerpen zoals ziekte, dood, oorlog, echtscheiding... in een sfeervolle, sobere en poëtische stijl.
Dreesen overleed thuis in Leefdaal op 23 september 2022 op 88-jarige leeftijd. De uitvaart vond plaats op 1 oktober 2022 in de Sint-Lambertuskerk van Leefdaal. Hij werd vervolgens begraven op het kerkhof van zijn laatste woonplaats.

## Jeugdboeken
- 1978 Zand erover!
- 1982 En boven het dorp de zilveren vogels
- 1984 Wij hebben zelf toch vleugels
- 1985 Bas in het bos
- 1986 Het jongensbed
- 1987 Als ik door het venster kijk : verhalen en gebeden voor jonge kinderen
- 1987 Ik weet zeker dat ik ooit beroemd word!
- 1988 De vlieger van opa (in 1989 bekroond met de "Boekenleeuw" voor beste kinderboek van een Vlaamse auteur)
- 1989 Een muur van hitte
- 1989 Bas gaat naar school
- 1990 Sporen in de sneeuw
- 1991 Bas aan zee
- 1991 Aan de overkant van de rivier (in 1992 bekroond met een Vlaamse "Boekenwelp")
- 1992 Van over de bergen komt de maan
- 1993 Fietsen op de wolken
- 1994 De zeven hemdjes van Veronika
- 1995 Mammie! Mammie!
- 1995 Valid
- 1996 Zoeken! Zoeken! Zoeken!
- 1996 Tom en poes
- 1996 Volg de weg terug
- 1996 De verjaardag
- 1997 Moen, de trommelaar
- 1997 Houden van
- 1997 Marieke, Marieke (in 1998 bekroond met een Nederlandse "Vlag en Wimpel" van de Griffeljury van de CPNB en bekroond met de Nederlandse Pluim van de maand januari 1998)
- 1998 Het herdertje van Bethlehem
- 1998 Zeg me dat het niet zal sneeuwen!
- 1999 Mijn eerste bijbel
- 1999 Mijn beer
- 2000 Rook en de geur van rozen
- 2000 Jouw ogen zijn zo blauw
- 2001 Een man voor mama
- 2001 Nooit meer bang
- 2002 Slaap als een roos
- 2002 Seppe
- 2003 Sneeuwt het nog lang, opa?
- 2003 Het concert (in 2004 bekroond met een "Vlag en Wimpel" van de Griffeljury)
- 2004 "Waar ik was ... toen ik nog niet geboren was"
- 2005 Ik loop weg!
- 2007 Vertelopa (geïllusteerd door Femke Gerestein)
- 2007 Een warm hemd voor de winter
- 2009 Telfeest
- 2009 Een wereld voor Mus
- 2010 De zee, altijd de zee